# Abdullah Tetengi
Abdullah Tetengi (né le 15 juillet 1969) est un athlète nigérian.

## Palmarès
| Date | Compétition                   | Lieu     | Résultat | Épreuve   | Performance |
| ---- | ----------------------------- | -------- | -------- | --------- | ----------- |
| 1988 | Championnats du monde juniors | Sudbury  | 2e       | 4 x 100 m | 39 s 66     |
| 1990 | Jeux du Commonwealth          | Auckland | 2e       | 4 x 100 m | 38 s 85     |
| 1990 | Championnats d'Afrique        | Le Caire | 1er      | 4 x 100 m | 39 s 85     |
| 1990 | Championnats d'Afrique        | Le Caire | 2e       | 100 m     | 10 s 36     |
| 1990 | Championnats d'Afrique        | Le Caire | 2e       | 200 m     | 21 s 01     |